# Млинець-Другий
Млинець-Другий (пол. Młyniec Drugi) — село в Польщі, у гміні Любич Торунського повіту Куявсько-Поморського воєводства.
Населення — 503 особи (2011).
У 1975-1998 роках село належало до Торунського воєводства.

## Демографія
Демографічна структура станом на 31 березня 2011 року:
|          | Загалом | Допрацездатний вік | Працездатний вік | Постпрацездатний вік |
| -------- | ------- | ------------------ | ---------------- | -------------------- |
| Чоловіки | 250     | 56                 | 175              | 19                   |
| Жінки    | 253     | 52                 | 166              | 35                   |
| Разом    | 503     | 108                | 341              | 54                   |